# Ambakich jezik
Ambakich jezik (aion, porapora; ISO 639-3: aew), jezik porodice sepik-ramu koji se govori na malenom području sjeveroistoka provincije East Sepik u Papui Novoj Gvineji. Njime se služi 770 ljudi (2003 SIL) od 1 964 etničkih (2003 SIL). 
Postoje dva dijalekta, sjeverni ili antanau i južni. Gotovo svi govore tok pisin, čak i međusobno, premda govore da bi željeli da im djeca govore ambakichom.

## Vanjske poveznice
- Ethnologue (14th)
- Ethnologue (15th)
- The Ambakich Language